# Hamra kyrka, Dalarna
Hamra kyrka är en kyrkobyggnad i Hamra. Den tillhör Los-Hamra församling i Uppsala stift. Kyrkan har ett dominerande läge, där den ligger på en höjd med utsikt över de kringliggande skogsbygderna.

## Kyrkobyggnaden
Enligt uppgifter fanns ett bönhus i Hamra under 1800-talets första hälft. Ritningar till nuvarande kyrkobyggnad utfördes av Johan Fredrik Åbom och fastställdes 1857. Kyrkbygget påbörjades strax därefter, men kyrkan stod inte färdig förrän 1872. Dålig ekonomi var en av orsakerna till den långa byggnadstiden. Kyrkan är uppförd av resvirke och brädklädd invändigt såväl som utvändigt. Den består av rektangulärt långhus med utbyggd sakristia i öster och kyrktorn i väster. Ingången ligger i väster och går genom tornet. Vid långhusets sydsida har ännu en ingång funnits, men den sattes igen vid restaureringen 1955–1956. Kyrkans långväggar har fönster med spetsgavlar. Det smala kyrktornet har en mångsidig tornspira krönt av ett ringkors. Exteriören med nygotiska formelement är fortfarande välbevarad. Även kyrkorummet med dess fasta inredning har bibehållits tämligen intakt. Altarväggens utformning har dock i viss mån förändrats vid restaureringar 1955–1956 och 1977.
Ritningarna till Hamra kyrka användes även efter vissa ändringar vid uppförandet av Åsarne gamla kyrka, i Bergs kommun, som stod klar 1885. 

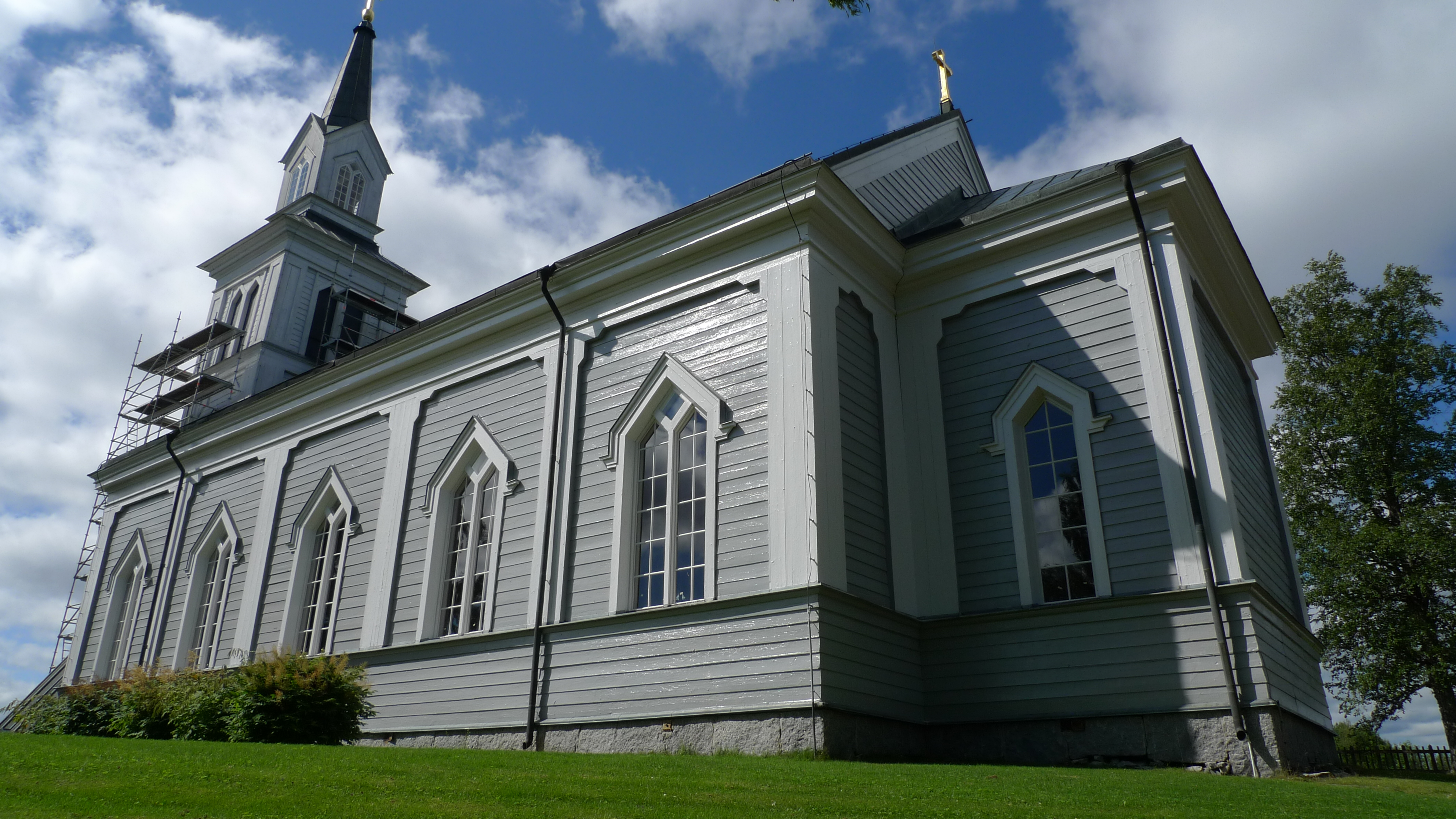
Under sommaren 2010 målades fasaden på Hamra kyrka ljust grå. Tidigare färg var vit.

## Inventarier
- Altartavlan Den Heliga Nattvarden utfördes 1955 av Nils-Aron Berge från Kungsör.

### Orgel
1872 sattes en orgel upp av Robert Teodor Isacsson, Bjuråker. Han var organist i Los, Hamra och Bjuråker. Orgeln är byggd av en okänd person. Eventuellt är det den gamla orgeln från Los kyrka eller köpt begagnad från Malmö år 1870. Orgeln har tre fasta kombinationer och ett tonomfång på 54/18. Orgeln är mekanisk med slejflådor.
| Manual           | Pedal          | Koppel  |
| Borduna 16'      | Violoncelli 8' | Man/Ped |
| Principal 8' B/D |                | Man 4'  |
| Fugara 8'        |                |         |
| Gamba 8'         |                |         |
| Gedackt 8' D     |                |         |
| Oktava 4'        |                |         |
| Oktava 2'        |                |         |

#### Nya orgel
1965 köptes en orgel in från Kårböle kyrka. Den var byggd 1964 Kemper & Sohn, Lübeck, Tyskland. Tonomfånget är 54/27. Orgeln är mekanisk med slejflådor. Den placerades på västläktaren på norra sidan om den gamla orgel.
| Manual           | Pedal      | Koppel  |
| Gedackt 8´ B/D   | Subbas 16' | Man/Ped |
| Rörflöjt 4' B/D  |            |         |
| Principal 2' B/D |            |         |
| Scharf III B/D   |            |         |

### Webbkällor
- byggnadspresentation
- Ljusnans pastorat informerar